# Керино ухо
Керино ухо (Sarcoscypha coccinea), известно още като бабино ушенце и попова паничка, е вид торбеста гъба от семейство Sarcoscyphaceae.

## Наименования
Народното име на гъбата „керино ухо“ произлиза от формата на плодните тела, наподобяваща ушна мида.
Гъбата е известна и като:
- Ruby elf cup (английски)
- Pézize écarlate (френски)
- Scharlachroter Kelchbecherling (немски)
- Саркосцифа алая (руски).

## Разпространение и местообитание
Кериното ухо се среща във всички краища на България. Вирее строго върху гниещи по почвата клонки от широколистни дървета и храсти. Мицелът се храни с мъртвата дървесина и по тях „отглежда“ плодните си тела. Те се показват при първите по-продължителни затопляния на времето още в края на зимата или с настъпването на пролетта. Рядко достигат диаметър 4 см. Отначало са кълбести, но с узряването постепенно се разтварят и се оформят като правилни чашковидни до паничковидни телца. Телцата на гъбата се издигат на дръжка, висока от 1 до 3 см. Такива широко отворени плодни тела миколозите наричат апотеции.
Апотециите на кериното ухо са нежни и крехки, изглеждат като направени от восък. Отвън са белезникави, с фин мъх, а отгоре са яркочервени.

## Употреба
Кериното ухо няма стопанско значение. Не е отровна гъба, може дори да се яде, но не расте масово. Твърде скромна е и ролята ѝ в природата е като сапрофит, който разлага дървесинните остатъци и обогатява почвата с хранителни вещества.